# Rico Love
Rico Love, pseudonimo di Richard Preston Butler Jr., detto Rico (New Orleans, 3 dicembre 1982), è un produttore discografico e cantante statunitense.

## Biografia
Nato a New Orleans (Louisiana), è cresciuto a Milwaukee (Wisconsin), prima di trasferirsi a New York e poi ad Atlanta per intraprendere il proprio percorso lavorativo nel mondo musicale. 
La sua prima canzone coscritta è stata Throwback di Usher (2004), inserita nell'album Confessions. La collaborazione con Usher è proseguita negli anni successivi e ha portato alla stesura di brani come There Goes My Baby e Hey Daddy (Daddy's Home).
Ha collaborato con Nelly per Just a Dream e Gone. Ha scritto e/o prodotto brani per Kelly Rowland, Dirty Money, Chris Brown, Beyoncé, Alexandra Burke, Keri Hilson, Fergie, Fantasia, Michelle Williams, Pleasure P, Natasha Bedingfield, French Montana e molti altri.
Rico Love è CEO della Division1, un'etichetta discografica parallela della Interscope Records dal 2013.
Nell'agosto 2013 ha pubblicato l'EP Discrete Luxury, contenente il singolo They Don't Know.
Nel maggio 2015 ha pubblicato il suo primo album in studio, dal titolo Turn the Lights On.

## Discografia
- 2013 - Discrete Luxury (EP)
- 2015 - Turn the Lights On